# Resolutie 1314 Veiligheidsraad Verenigde Naties
Resolutie 1314 van de Veiligheidsraad van de Verenigde Naties werd unaniem door de
VN-Veiligheidsraad aangenomen op 11 augustus 2000.

## Inhoud

### Waarnemingen
De Algemene Vergadering had op 25 mei een Optioneel Protocol
bij het Verdrag inzake de rechten van het kind aangenomen. Ook werden verschillende regionale initiatieven
genomen voor door oorlog getroffen kinderen.

### Handelingen
De Veiligheidsraad bevestigde haar veroordeling van het viseren van kinderen tijdens een gewapend conflict en de
impact van zo'n conflict op kinderen. Alle landen moesten de daders van genocide, misdaden tegen de menselijkheid
en oorlogsmisdaden stoppen en bestraffen. Alle partijen in gewapende conflicten werden opgeroepen
internationale verdragen als het Kinderrechtenverdrag te respecteren, vluchtelingen, waarvan het merendeel
vrouwen en kinderen zijn, te beschermen en hulpverleners toe te laten tot getroffen kinderen. Men was ook bezorgd
om het verband tussen illegale grondstoffen- en wapenhandel en conflicten. Internationale organisaties namen
nu initiatieven om iets te doen voor kinderen in conflicten.

## Verwante resoluties
- Resolutie 1265 Veiligheidsraad Verenigde Naties (1999)
- Resolutie 1296 Veiligheidsraad Verenigde Naties
- Resolutie 1325 Veiligheidsraad Verenigde Naties
- Resolutie 1366 Veiligheidsraad Verenigde Naties (2001)

Lijst ·  1285 ·  1286 ·  1287 ·  1288 ·  1289 ·  1290 ·  1291 ·  1292 ·  1293 ·  1294 ·  1295 ·  1296 ·  1297 ·  1298 ·  1299 ·  1300 ·  1301 ·  1302 ·  1303 ·  1304 ·  1305 ·  1306 ·  1307 ·  1308 ·  1309 ·  1310 ·  1311 ·  1312 ·  1313 ·  1314 ·  1315 ·  1316 ·  1317 ·  1318 ·  1319 ·  1320 ·  1321 ·  1322 ·  1323 ·  1324 ·  1325 ·  1326 ·  1327 ·  1328 ·  1329 ·  1330 ·  1331 ·  1332 ·  1333 ·  1334